# Michal Obročník
Michal Obročník (Rimavská Sobota, 4 giugno 1991) è un calciatore slovacco, centrocampista del Nové Zámky.

## Carriera

### Club
Ha giocato nella massima serie dei campionati slovacco e ceco.